# Aliatypus aquilonius
Aliatypus aquilonius är en spindelart som beskrevs av Coyle 1974. Aliatypus aquilonius ingår i släktet Aliatypus och familjen Antrodiaetidae. Inga underarter finns listade i Catalogue of Life.